# Dorothea Gräfin Razumovsky
Dorothea Gräfin Razumovsky – geborene Dorothea Prinzessin zu Solms-Hohensolms-Lich – (* 11. Dezember 1935 in Lich; † 2. Januar 2014 ebenda) war eine deutsche Journalistin und Publizistin.

## Leben
Geboren wurde sie im hessischen Lich als zweites von fünf Kindern des Hermann Prinz zu Solms-Hohensolms-Lich und seiner Frau Gertrud geb. Freiin von Werthern.
Zu ihren Geschwistern gehören der Agrar-Unternehmer Philipp Reinhard zu Solms-Hohensolms-Lich, der Politiker Hermann Otto Solms und der Germanist Wilhelm Solms. Sie war verheiratet mit dem Journalisten Andreas Graf Razumovsky (* Schönstein 15. November 1929; † Wien 26. Juli 2002). Der Ehe entstammen drei Kinder, darunter die Malerin Katharina Razumovsky.
Zusammen mit ihrem Ehemann verbrachte sie viele Jahre als Journalistin u. a. für die Frankfurter Allgemeine Zeitung sowie Rundfunkanstalten aus Deutschland, Österreich und der Schweiz in zahlreichen Ländern: bis zum Einmarsch der Truppen des Warschauer Paktes 1968 in Prag, anschließend in Den Haag und fünf Jahre in Belgrad, wo sie Kontakte zu jugoslawischen Dissidenten unterhielt. Nach einem Intermezzo in Paris führte sie ihr Weg für sieben Jahre nach Südafrika, wo sich damals die politische Umwälzung weg vom Apartheidsregime vollzog.
Neben etlichen Sachbüchern über Geschichte und Politik des Balkans und Südafrikas sowie Buchübersetzungen aus dem Tschechischen, z. B. von Jiří Mucha, veröffentlichte sie in den letzten Jahren auch einige Romane.
Viele Jahre engagierte sie sich ehrenamtlich im Deutschen Roten Kreuz, in der Betreuung von Demenzkranken und als Vorsitzende des Familien-Bildungsprojektes HIPPY-Deutschland. Von 2008 bis 2012 war sie in der Härtefallkommission des Hessischen Ministeriums des Innern und für Sport auf Vorschlag der Liga der Freien Wohlfahrtspflege.

## Auszeichnungen
- Bundesverdienstkreuz am Bande (1996)
- Verdienstmedaille des DRK-Landesverbandes Hessen

## Veröffentlichungen (Auswahl)

### Sachbücher
- Titos Erbe: Jugoslawien zwischen gestern und heute. Ploetz, Freiburg im Breisgau / Würzburg 1978, ISBN 3-87640-172-0 (= Ploetz-Taschenbücher zum Zeitgeschehen, Band 2).
- Kinder und Gewalt in Südafrika mit Elisabeth Wätjen. Originalausgabe, dtv, München 1988, ISBN 3-423-10870-3.
- Letzte Hoffnung am Kap: Bericht aus dem südlichen Afrika. DVA, Stuttgart 1990, ISBN 3-421-06561-6.
- Chaos Jugoslawien. Historische Ursachen, Hintergründe, Perspektiven. Piper, München / Zürich 1991, ISBN 3-492-11577-2.
- Der Balkan. Geschichte und Politik seit Alexander dem Großen. Piper, München / Zürich 1999, ISBN 3-492-03519-1.

### Romane
- Letzte Liebe. Frankfurt, Weissbooks 2009, ISBN 978-3-940888-44-0.
- Babuljas Glück. Frankfurt, Weissbooks 2011, ISBN 978-3-86337-010-7.